# Colón (Panamà)
Colón és la capital de la província panamenya de Colón, situada en la costa del Carib de Panamà. La població estimada per a 2016 és d'unes 206 553 persones en la seva conurbació, sent la tercera concentració urbana més poblada del país després de la ciutat de Panamà i San Miguelito. Està comunicada amb la capital, San José, per mitjà de la Carretera Transístmica (autopista Panamà-Colón), que la uneix en 78,9 km amb la costa de l'oceà Pacífic. És la segona ciutat més poblada del Carib de Centreamèrica. El seu nucli urbà té uns 79 000 habitants. Posseeix un dels ports més grans d'Amèrica Llatina.
Colón està situada prop de l'entrada del Carib del Canal de Panamà. És d'importància comercial per al país degut a la Zona Lliure de Colón (la segona més gran del món) i per l'activitat en els diferents ports. És la principal entrada al país pel Carib.